# 粘膜下層
粘膜下層（ねんまくかそう、Submucosa）は、消化管における粘膜を支えるとともに粘膜を平滑筋に接合させる役割を持つ（縦走筋層の内側に環状筋線維が走っている）密性不規則結合組織である。

## 内容物
血管、リンパ管、神経（すべて粘膜に供給されているもの）は、いずれも粘膜下層を通っている。
末端副交感神経節は、粘膜筋板に供給されている節後神経線維とともに節前副交感神経シナプスの場所に形成されている粘膜下神経叢（マイスナー神経叢）の周辺に張り巡らされている。

## 内視鏡の下での粘膜下層
特殊な内視鏡カメラが消化管の検査に用いられており、粘膜下層の確認は、診断や内視鏡治療で重要な役割をしている。胃腸の間性腫瘍のような粘膜下層の異常があっても、粘膜表面には異常がない場合が多い。
内視鏡での超音波検査で腫瘍の深さとその他の異常を確認することによっても粘膜下層の異常が調べられている。ポリープの安全な除去に際して、染料、生理食塩水やアドレナリンの粘膜下層への注入は避けられない。
内視鏡的粘膜切除術は、粘膜層の除去を含むが、これを安全に行うため、施術の最初の段階で異常がないか確認するため粘膜下層への染料注入が行われている。

## 追加の画像

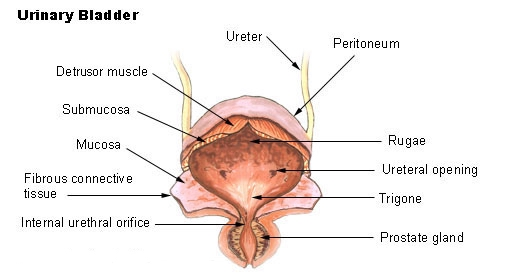
膀胱
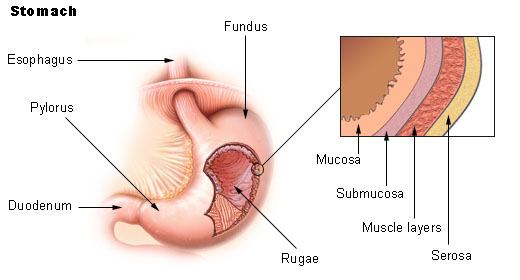
胃
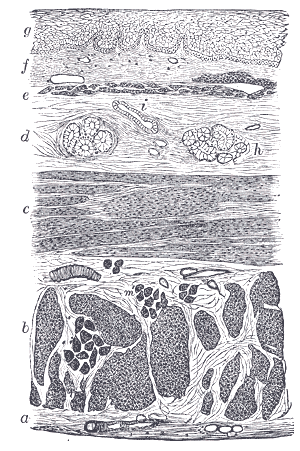
食道部分
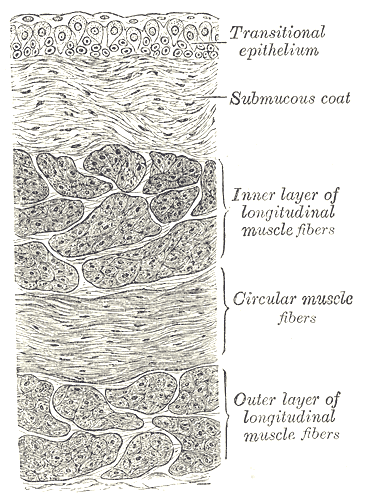
膀胱壁の断面
腸壁の粘膜